# Вісьєн

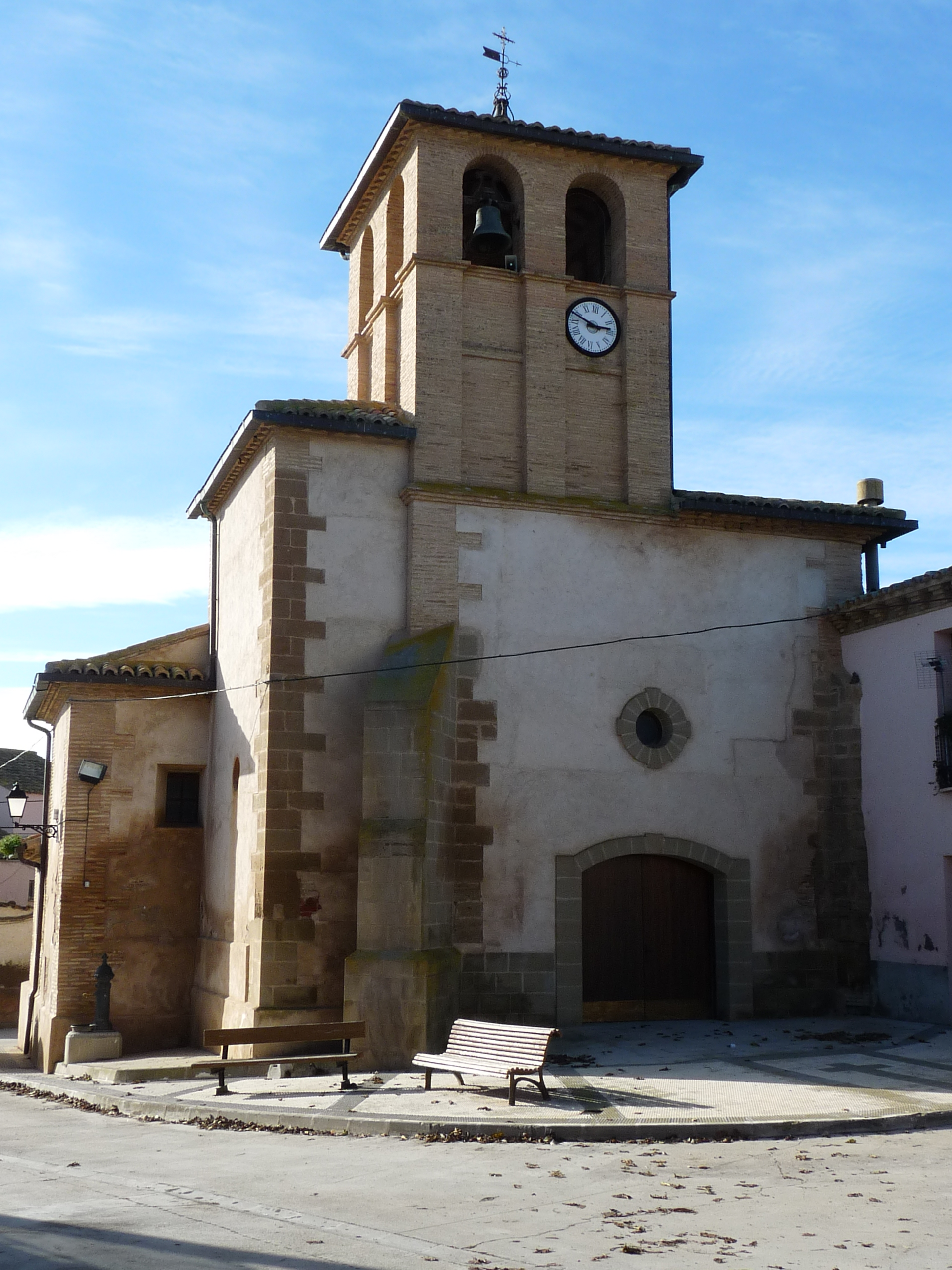

Вісьєн (ісп. Vicién, араг. Bizién) — муніципалітет в Іспанії, у складі автономної спільноти Арагон, у провінції Уеска. Населення — 139 особа (2023).
Муніципалітет розташований на відстані близько 330 км на північний схід від Мадрида, 9 км на південь від Уески.

## Демографія
Динаміка населення (INE ):